# Ollerup Folkehøjskole
Ollerup Folkehøjskole grundlages 1868 i Vester Skerninge af Anton Nielsen med bistand fra Mads Hansen. 1882 købte Anton Nielsen Himmerigsgården i Ollerup, flyttede skolen dertil og afstod 1884 højskole og gården til senere landstingsmand Niels Johansen, der ansatte seminarielærer J.P. Kristensen-Randers som forstander. Denne byggede 1894 skolens nuværende hovedbygning (arkitekt Daniel Rasmussen) og blev selve skolens ejer.
En gammel vejrmølle tæt ved skolen tilkøbtes 1901 og omdannedes til elevbolig og udsigtstårn. 1914 solgtes skolen til Lars Bækhøj, der blev forstander, og Niels Bukh, der oprettede en delingsførerskole i tilknytning til skolen; 1915 erhvervedes Himmerigsgården; 1919 blev L. Bækhøj eneejer og ledede skolen til 1937, mens N. Bukh oprettede gymnastikhøjskolen. 1949 overgik skolen til selvejende institution under betegnelsen Den frie Lærerskole.
|  | Denne artikel om en bygning eller et bygningsværk kan blive bedre, hvis der indsættes et (bedre) billede. Du kan hjælpe ved at afsøge Wikimedia Commons for et passende billede eller lægge et op på Wikimedia Commons med en af de tilladte licenser og indsætte det i artiklen. |

55°4′15″N 10°30′25″Ø / 55.07083°N 10.50694°Ø